# Erik De Clercq

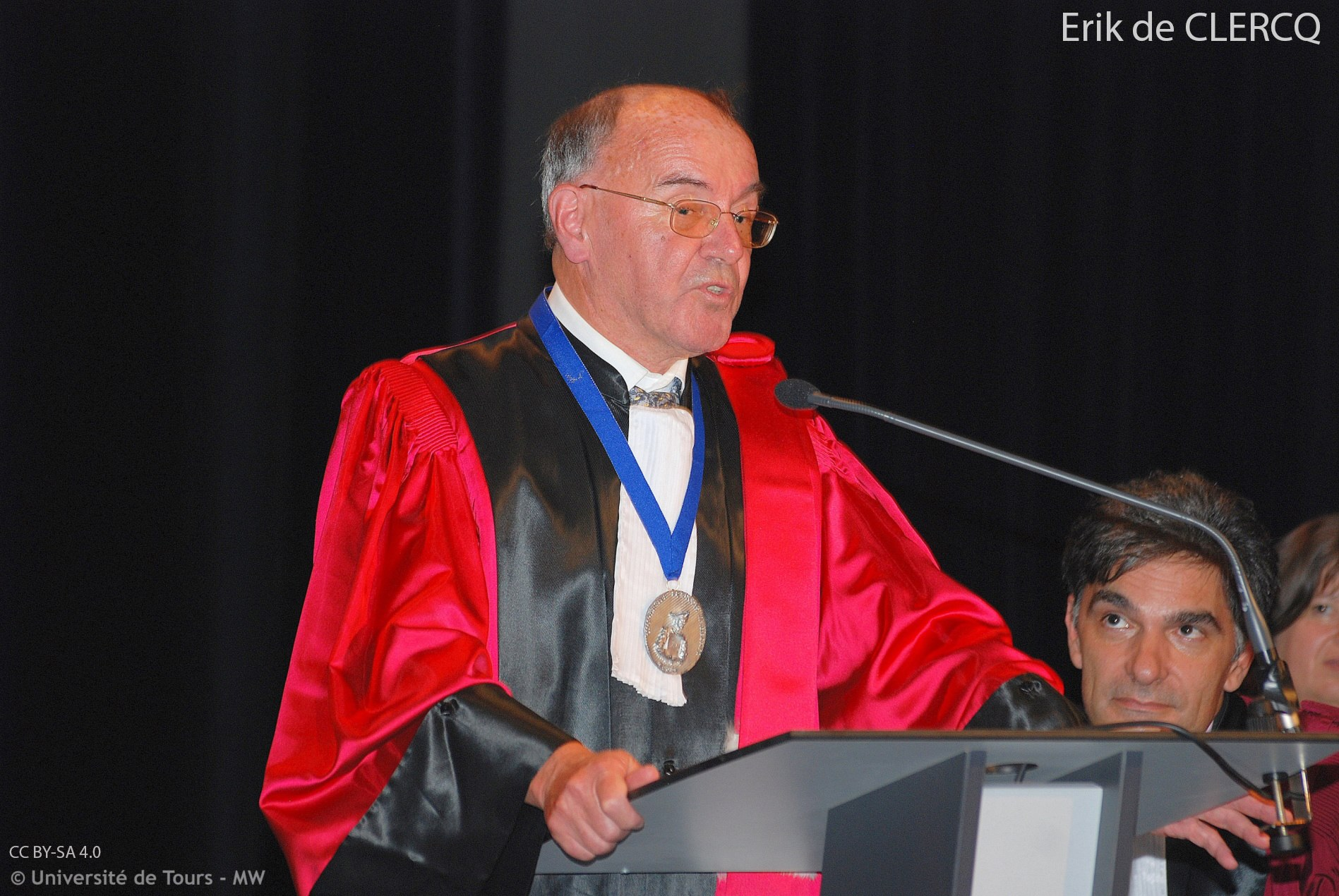
Erik De Clercq, 2010

Erik Désiré Alice De Clercq (* 28. März 1941 in Dendermonde) ist ein belgischer Virologe und Mediziner.

## Leben
De Clercq lehrt an der Katholischen Universität Löwen. Er konzentriert seine Forschung auf die Entwicklung von Wirkstoffen zur Behandlung von Virus-Infektionen. Seit 1976 arbeitete er hierbei eng mit dem tschechischen Forscher Antonín Holý (1936–2012) zusammen. Gemeinsam entwickelten sie das Virostatikum Tenofovir.
Seit Anfang der 1990er Jahre arbeiteten Holý und De Clercq mit dem US-Pharmakonzern Gilead Sciences zusammen. Seit 1989 ist er ordentliches Mitglied der Academia Europaea.

## Preise und Auszeichnungen (Auswahl)
- 2008: Europäischer Erfinderpreis für das Lebenswerk an Erik De Clercq[4]
- 2010: Dr. Paul Janssen Award for Biomedical Research (mit Anthony Fauci)